# Salcoatitán
Salcoatitán é um município localizado no departamento de Sonsonate, em El Salvador.

## Transporte
O município de Salcoatitán é servido pela seguinte rodovia:
- CA-08, que liga o município de Ahuachapán (Departamento de Ahuachapán) (e a Fronteira El Salvador-Guatemala, na cidade de Conguaco - rodovia CA-08 Guatemalteca) à cidade de Colón (Departamento de San Salvador)
- SON-08, que liga a cidade de Sonzacate ao município
- SON-28, que liga a cidade ao município de Nahuizalco
- SON-12, que liga a cidade ao município de San Antonio del Monte
- RN-12,  que liga a cidade ao município de Juayúa[1]